# Plaça del Pare Miquel (Esplugues de Llobregat)
La plaça del Pare Miquel d'Esplugues de Llobregat (Baix Llobregat) està protegida com a bé cultural d'interès local.
Se situa dalt d'un turonet, dominant el municipi. Es tracta d'un conjunt important pel seu valor urbanístic, històric i paisatgístic. Al carrer de l'Església hi ha l'entrada del Convent de Montsió i, més endavant, en un engrandiment del carrer, Can Ramoneda, al costat, Can Cortada i Can Pi, i desemboca a la Plaça del Pare Miquel, a la qual se situa l'església parroquial de Santa Magdalena. El Carrer de Montserrat neix del carrer de l'Església i resta limitat pel torrent de les Monges que s'obre arran de l'església. Per aquest carrer s'accedeix a Can Cargol i a Can Bialet.
Cal destacar, però, de la nefasta influència de l'Autopista de Molins de Rei, a prop de l'indret.

## Història
Tot i que Can Ramoneda té els seus orígens al segle xiv i la primera església parroquial al segle xi, els carrers, com a tals, no estan documentats fins al segle xvi, època de l'origen de la resta d'edificis ressenyats a la descripció.